# Батман (хореография)
Батма́н (фр. battement — взмах, удар от гл. battre — махать, взмахивать, ударять, отбивать такт) — движение классического танца, представляющее собой какое-либо отведение, приведение или сгибание одной, работающей ноги, стоя на всей стопе или на полупальцах (пальцах) другой, опорной — вытянутой или согнутой в колене, а также с одновременным выполнением приседания, подъёма на полупальцы (пальцы) либо опускания на всю стопу.

## Общие сведения
Батман — общее наименование для всей группы движений; конкретизация достигается при помощи добавления прилагательного (tendu — вытянутый, piqué — колющий, fondu — тающий, grand — большой, petit — маленький и т. д.). Совокупность этих движений — необходимый элемент для совершенствования техники классического танца: с помощью батманов отрабатывается умение правильно отводить ногу и приводить её обратно в позицию, сгибать и разгибать её, вытягивать и поднимать на любую высоту в каком-либо направлении и с любой скоростью. Регулярное выполнение движений этой группы способствует выработке выворотности, устойчивости, мышечной силы, умения управлять отдельными группами мышц.
Батманы являются неотъемлемой частью экзерсиса. Из них состоит практически весь урок классического танца (за исключением плие, рондов, вращений, различных па и прыжков). Все батманы выполняются в определённой последовательности как у палки, так и на середине зала — от простых движений до всё более сложных, с нарастающей амплитудой выполнения.

## Разновидности
Условно их можно разделить на три вида:
- Батманы, выполняющиеся из I или из V позиции отведением ноги вперёд, в сторону или назад:

battement tendu, battement tendu jeté, grand battement jeté, battements relevé lent
- Батманы, выполняющиеся из V позиции через проходящее положение sur le cou-de-pied (passé):

battement retiré, battement soutenu, battement développé
- Батманы, выполняющиеся с воздушной позиции (работающая нога открыта вперёд, в сторону или назад):

battement pour batterie, battement piqué, battements frappé, battement fondu, battement raccourci (enveloppé), petit battement sur le cou-de-pied, petit battement battu.

Даже самый простой battement надо выполнять на уроке художественно, то есть пластически осмысленно, музыкально, с пониманием и чувством учебно—технических и исполнительских задач.— Николай Тарасов:17